# Helena Hamerow
Helena Francisca Hamerow (nascuda el 18 de setembre de 1971), és una professora de arqueologia medieval i ex directora de l'Escola d'Arqueologia de la Universitat d'Oxford. És autora de nombrosos llibres i articles acadèmics sobre arqueologia i història medieval.

## Educació
Hamerow va obtenir una llicenciatura de la Universitat de Wisconsin-Madison, i un doctorat d'Oxford. Va ser investigadora en el Somerville College i professora en la Universitat de Durham. És professora d'arqueologia medieval i ex cap de l'Escola d'Oxford. També és membre d'Arqueologia de la Universibro de la Societat d'Antiquaris de Londres.

## Carrera

### Restes humanes excavades
Al 2011, Hamerow va ser una dels quaranta principals arqueòlegs que van escriure al Secretari de Justicia, Kenneth Clarke, demanant-li més temps per estudiar les restes humanes trobades a les excavacions arqueològiques.

### Medis
Ha participat en les programes de televisió arqueològics Digging for Britain, King Alfred and the Anglo Saxons i 2 episodis de Time Team.

## Publicacions seleccionades
- Mucking: The Anglo-Saxon Settlement (English Heritage, 1993)
- Image and Power in the Archaeology of Early Medieval Britain: Essays in Honour of Rosemary Cramp.  Oxford: Oxbow, 2001. ISBN 978-1842170519.
- Early Medieval Settlements: the Archaeology of Rural Settlements in Northwest Europe (OUP, 2002)
- The Oxford Handbook of Anglo-Saxon Archaeology (OUP, 2011) - joint editor
- Rural Settlements and Society in Anglo-Saxon England (OUP, 2012)